# San Martín Sescorts
San Martín Sescorts (oficialmente y en catalán Sant Martí Sescorts) es una localidad española situada en la comarca de Osona, provincia de Barcelona. Fue la cabecera del municipio de su mismo nombre hasta que se integró en el de Santa María de Corcó a comienzos del siglo XX. La localidad se halla al noreste de Manlleu junto a la carretera BV-522 que enlaza esta población con la C-153 de Vich a Olot.
Su población a 1 de enero de 2023 era de 163 habitantes (83 varones y 80 mujeres).

## Historia
La iglesia de San Martín Sescorts está documentada desde el año 934.

## Demografía
| Gráfica de evolución demográfica de San Martín Sescorts entre 1842 y 1897 |
| |
| Población de derecho según los censos de población del INE. Población de hecho según los censos de población del INE.En este censo se denominaba San Martín de Sascorts: 1842. En este censo se denominaba Sant Martí Sescorts: 1857. Entre el censo de 1900 y el anterior, este municipio desaparece porque se integra en el municipio Santa María de Corco. |

## Lugares de interés
- Iglesia de San Martín, de estilo románico.
- Iglesia de Santa María de Vilanova.